# Phalacrocera sikkimensis
Phalacrocera sikkimensis är en tvåvingeart som beskrevs av Alexander 1972. Phalacrocera sikkimensis ingår i släktet Phalacrocera och familjen mellanharkrankar. Inga underarter finns listade i Catalogue of Life.